# François-Henri Clicquot

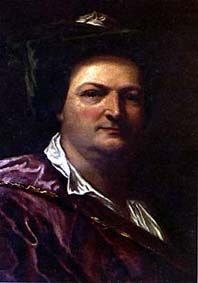
François-Henri Clicquot

François-Henri Clicquot (ur. 1732, zm. 24 maja 1790) – francuski organmistrz, wnuk Roberta Cliquot i syn Louisa-Alexandre Cliquot, również będący organmistrzami. Przedsiębiorstwo Cliquot wybudowało pierwsze, istotniejsze organy w katedrze Notre Dame. Mimo przebudowy przez genialnego organmistrza epoki romantyzmu Cavaillé-Colla, a także wielu późniejszych udoskonaleń i przebudów, część materiału piszczałkowego została zachowana, szczególnie w sekcji pedału, gdzie rozbrzmiewa do dziś. Po śmierci swojego ojca, Alexandre’a, Francois Cliqout przejął jego warsztat i kontynuował budowę organów.
Zrekonstruował organy w Gervais (1758) i wybudował nowe instrumenty w kościołach: św. Sulpicjusza (także przebudowane przez Cavaillé-Colla, również ze znacznym zachowaniem warsztatu Cliquota), St. Nicolas-des-Champs, Souvigny, a także w katedrze w Poitiers.
Cliquot zmarł zanim ukończył budowę organów w kościele Saint-Germain l’Auxerrois. Jego syn Claude-François Clicquot dokończył je, dostarczył i zaprezentował w dniu 7 marca 1791 roku.